# Lagunas de Amuyo

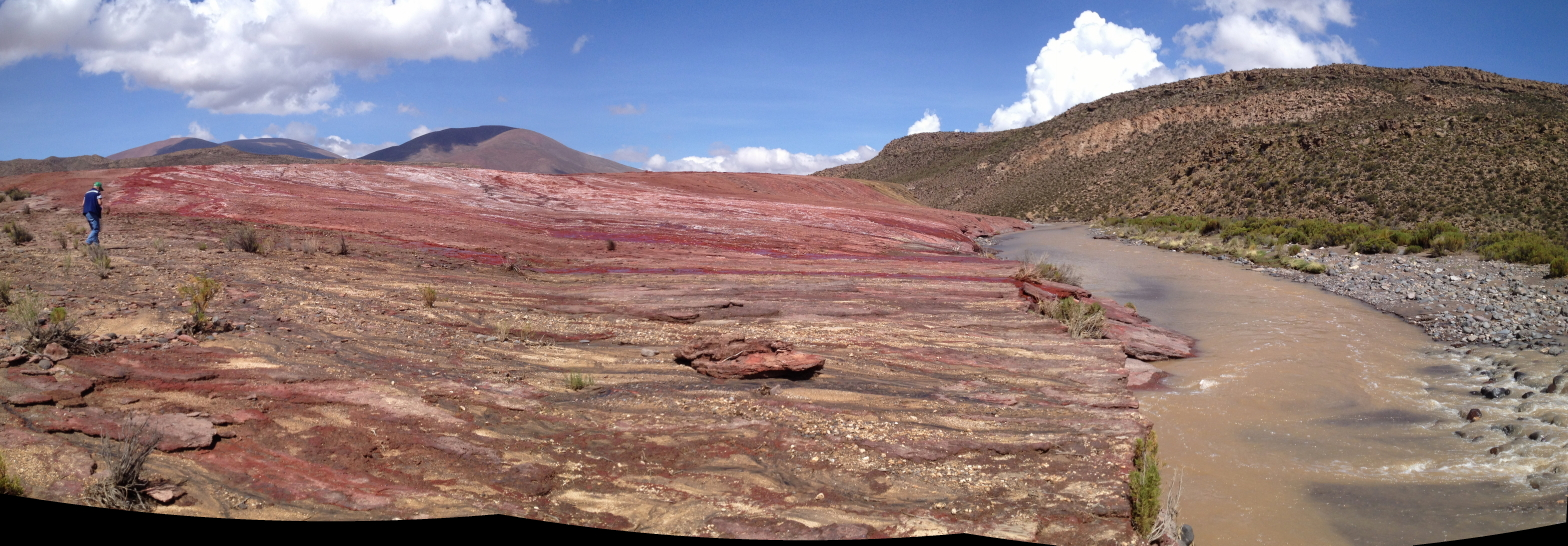
Domo a orillas del río Caritaya formado por las substancias contenidas en los derrames de las lagunas de Amuyo.

Las lagunas de Amuyo son tres lagunas ubicadas al extremo sur de la Región de Arica y Parinacota y pertenecen a la cuenca hidrográfica del río Camarones. Luis Risopatrón las llama Laguna de Parinacota y advierte que otros la llaman Paracota o Colorada.: 324 
Las lagunas de Amuyo desaguan a través del río Caritaya.

## Ubicación

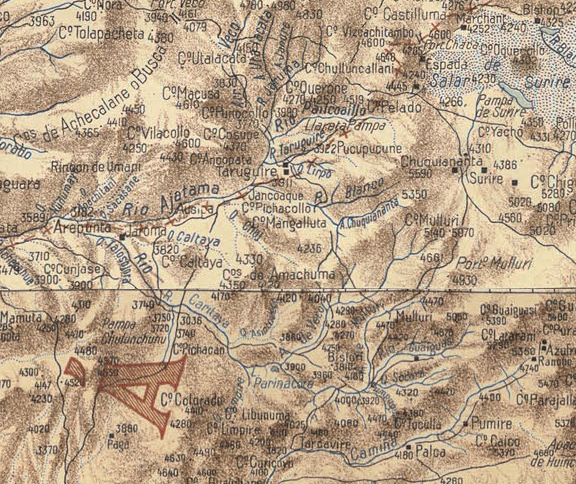
Cuenca alta del río Camarones, mapa compuesto con dos mapas de Luis Risopatrón de 1910, por lo que el embalse Caritaya no aparece. En el mapa aparecen las lagunas de Amuyo con el nombre "laguna Parinacota" que no deben ser confundidas con la laguna Parinacota que da origen al río Isluga ni con el bofedal de Parinacota que da origen al río Lauca. También aparece el cerro Macusa que a veces da su nombre al arroyo Veco del Ajatama.

## Hidrología
Sus aguas provienen de afloramientos hidrotermales con altas concentraciones de minerales (carbonatos, sulfatos, sílice, rejalgar y oropimente) que se depositan en forma de costras superpuestas sobre las rocas volcánicas y sobre los depósitos fluviales del río Caritaya que es el emisario de las lagunas,: 32  y en el que desembocan o se derraman unos 350 m después de la confluencia del arroyo Veco en el Caritaya: 69  a unos 3711 m s. n. m.: 113 
Los elementos químicos presentes en sus aguas dan a cada una de las lagunas un color intenso que con que se les nombra:: 32 
- laguna Roja, posee una temperatura superficial cercana a 24,5 °C y una profundidad estimada de 11 m, donde se midió una temperatura de 57 °C.
- laguna Verde, con una temperatura superficial de 33 °C y una profundidad estimada de 3,5 m donde se midió una temperatura de 33 °C.
- laguna Amarilla, la más próxima al río Caritaya, presenta una temperatura superficial de 25 °C, una profundidad estimada de 6,5 m donde se midió una temperatura de 28 °C. Luego de cerca de 2 meses luego del terremoto se registró un descenso de aproximadamente 1 metro solo en el nivel de la Laguna Amarilla.

Su aporte al río Caritaya incide en la baja calidad de las aguas del río para su uso en la agricultura, aunque no son las únicas fuentes contaminantes que recibe el río. El nivel de boro en sus aguas alcanza un máximo de 35 mg/l en circunstancias que la norma chilena 1333 establece un máximo permitido de solo 0,75 mg/l.: 42 
Para el arsénico, la norma chilena 409.2005 establece un máximo de 0,01 mg/l en agua destinada la consumo humano.: 45  En las lagunas de Amuyo se obtienen valores de arsénico de 10.000 mg/l.: 49 
Las aguas de las lagunas se derraman en el río Caritaya.: 41 

## Camino a las lagunas
El trayecto es difícil y debe ser preparado con antelación. Existen algunas recomendaciones publicadas en la red.